# 海科山 (胡寧大區)
11°48′16″S 76°02′36″W / 11.80444°S 76.04333°W
海科山（Qayqu），是秘魯的山峰，位於該國中部胡寧大區，由蘇伊圖坎查區和堯利區負責管轄，屬於帕里亞卡卡山脈的一部分，海拔高度5,300米。